# Pollia macrophylla
Pollia macrophylla là một loài thực vật có hoa trong họ Commelinaceae. Loài này được (R.Br.) Benth. miêu tả khoa học đầu tiên năm 1878.